# Dienes András
Dienes András (Kassa, 1904. november 30. – Balatonalmádi, 1962. augusztus 30.) író és irodalomtörténész, az irodalomtudományok kandidátusa (1960). 

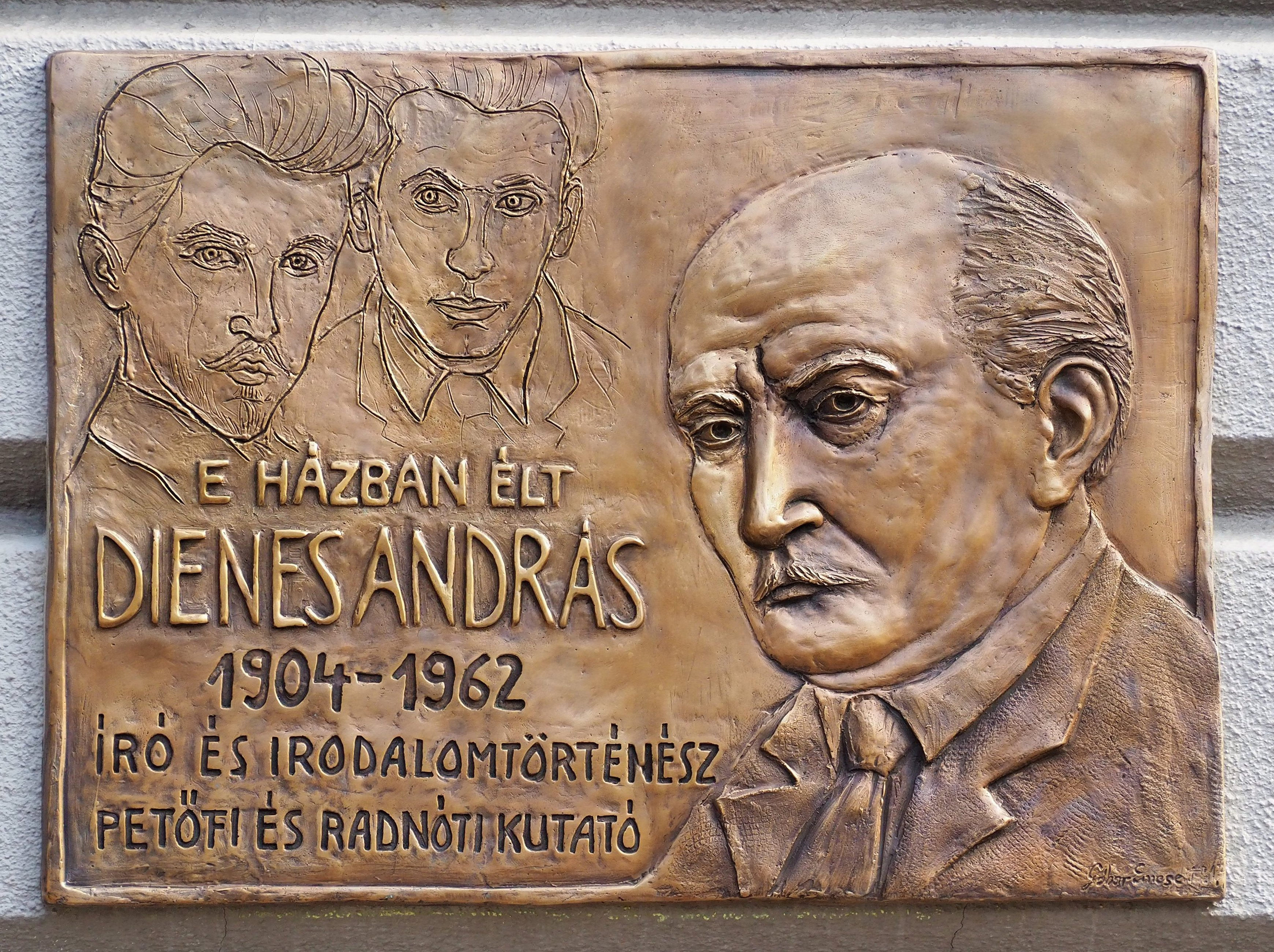
Dienes András emléktáblája egykori lakhelyén (Budapest I. ker., Mészáros utca 18.)

## Életrajza
Engelmann Gyula honvéd százados és  Dienes Magdolna gyermekeként született. Felesége: Halmy Anna Mária (†1961). Leánya: Dienes Andrea (1938–2019) és Dienes Annamária (1942–2018).
Középiskolai tanulmányait Kassán és Szegeden végezte, Szegeden érettségizett, majd a budapesti Honvédtiszti Közigazgatási és Jogi Főiskola elvégzése után 1928-ban avatták tisztté. Később A Magyar Királyi Honvédségnél és a Magyar Királyi Csendőrségnél, mint hivatásos tiszt szolgált: 1928–1931 között zászlós, 1931–1935 között úgyn. gazdász hadnagy, 1935–1941 között főhadnagy,  1941–1944 között századosi rangfokozatban. 1942–1944 között a Magyar Katonai Írók Köre titkára.
A Szálasira teendő esküre nem volt hajlandó. Az eskü napján Budán, az Alagút bejáratánál közlekedési balesetet provokált. Agyrázkódással kórházba vitték, ezért az eskün nem lehetett jelen. 1944–1945 között a nemzeti ellenállás résztvevője volt, 1945 januárjában egy SS-osztaggal vívott tűzharcban súlyosan megsebesült. A II. világháború után 1945–1948 között a Magyar Államrendőrség egyik újjászervezője, a szervezési szabályzat megszerkesztője volt, a Szervezési és Kiképzési Alosztály, az Anyagi Osztály vezetője, alezredesi, majd ezredesi rangfokozatban (1948–1951). Államellenes összeesküvés koholt vádjával letartóztatták, bebörtönözték, a váci politikai fegyház foglya lett, 1951. június 15–től 1955. február 15-ig családját egy Heves megyei tanyára telepítették ki, 1955-ben amnesztiával szabadult; 1955–1956-ban a Budapesti Textilfestő Üzemek filmnyomó textilmunkása volt. 1957. február 8-án rehabilitálták. 
1957-től haláláig az Irodalomtörténeti Intézet tudományos kutatójaként nagyarányú Petőfi-kutatásokat végzett Magyarországon, Erdélyben és Szlovákiában. Kutatásait felhasználva belekezdett egy új Petőfi-életrajzba, amelyet azonban befejezni már nem tudott.
Filmet írt Petőfi haláláról, hadtörténeti regényt az 1848–49. évi szabadságharcról Négy nap címen (Bp., 1961).
1962 nyarának végén az MTA üdülőjébe utazott Balatonalmádiba. A vonaton valaki ellopta a táskáját, benne a Radnóti halálának körülményeiről szóló kutatás teljes anyagával. Valószínűleg ez is hozzájárult ahhoz, hogy augusztus 30-án az üdülőben szívinfarktust kapott és meghalt. Budapesten a Farkasréti temetőben temették el szeptember 4-én.

## Munkássága
Újságíróként kezdte pályáját, első írásai a szegedi Délmagyarországban jelentek meg. Szülei kérésére a katonai pályát választotta, jóllehet katonai karrierje mellett továbbra is írt elsősorban novellákat és regényeket. Az ország német megszállása után fegyveresen is részt vállalt a nemzeti ellenállási mozgalomban (egy Gobbi Hildával közösen rendezett illegális Petőfi-előadás miatt felmentették a Katonai Írók Köre titkári beosztásából. A budapesti helyőrség tisztikarából egyedül ő tagadta meg az esküt Szálasira, illegális fegyveres tevékenységéért a tisztikarból a II. világháború után elsőként igazolták, és tüntették ki 1945-ben a Magyar Szabadságrend I. Osztályával, valamint megbízták az új, demokratikus rendőrség szervezési és kiképzési vezetésével. A Rákosi-rendszerben koholt vádak alapján letartóztatták, kínzások hatására sem vallotta magát bűnösnek: először halálra, majd 15 év börtönbüntetésre ítélték, az 1955-ös amnesztiával szabadult. 
Irodalomtörténészként foglalkozott Petőfi Sándor költészetével és a forradalomban és a szabadságharcban játszott szerepével. A második világháború befejezése után 1948-tól az elsők között folytathatott helyszíni kutatásokat Erdélyben. Sikerült rekonstruálnia Petőfi segesvári halálának valószínű körülményeit. Jelentősek a Petőfi személyére vonatkozó általa összegyűjtött népi és családi emlékezések is. Kezdeményezte egy teljes Petőfi-életrajz munkálatainak megindítását, 1950-ben pedig a költő munkásságát feltáró Petőfi Intézet megalapítását. A Petőfi-családra vonatkozó genealógiai kutatásai alapvetően újak. Szépirodalmi tevékenysége is jelentős, több népszerű történelmi regényt és ifjúság művet írt.

## Elismerései
- Magyar Szabadság Érdemrend (1945)
- Magyar Közbiztonsági Érdemjel (1947)
- 1848-as Díszérem (1948)
- Magyar Népköztársasági Érdemrend (1949)
- Akadémiai Jutalom (1958)

## Fontosabb munkái
- Tavaszi portyázás. Elbeszélések a felvidéki fiataloknak. Dienes Andor néven. (Kassa, 1939)
- Az ismeretlen front. Pandúrok és csendőrök. Hét elbeszélés és egy tanulmány. Dienes Andor néven. Ill. Szalmás Béla. (Nemzeti Könyvtár. 56. Bp., 1941)
- M. Petőfi-titok (Budapest, 1949)
- Egy emlékezésgyűjtő emlékeiből. (Irodalomtanítás, 1955)
- Farkasles. Regény. Ill. Csanádi András. (Bp., 1956)
- A legendák Petőfije (Budapest, 1957)
- A bronzszobor vagy a költő? (Hadtörténelmi Közlemények, 1957)
- Miért nincs Petőfi-életrajzunk? (Kortárs, 1958)
- Petőfi a szabadságharcban (Budapest, 1958)
- Petőfi a szabadságharcban. Monográfia és kand. értek. is. 46 táblával. (Irodalomtörténeti Könyvtár. 3. Bp., 1958)
- Egy békési Petőfi-legenda. Közli D. A. (Irodalomtörténet, 1958)
- A Petőfi-életrajz orvos-kutatói. (Orvosi Hetilap, 1959. 29.)
- A mezőberényi töredék. (Kortárs, 1959)
- Petőfi elvitathatatlan szülőhelye: Kiskőrös. Válasz Mezősi Károly vitaindító cikkére. (Irodalomtörténeti Közlemények, 1960)
- 7 falun 7 városon át Petőfi útján. D. A. riportjai. (Bp., 1960)
- Petőfi Vas megyében. (Vasi Szemle, 1961)
- Négy nap. Egy hadművelet regénye. (Bp., 1961)
- Perújítás Szendrey Júlia ügyében. Az 1849–1850-es évek adalékainak revíziója. (Irodalomtörténeti Közlemények, 1962)
- Az utolsó év (életrajzi részlet, Budapest, 1962
- Bogáncs hadnagy (Életrajzi regény Balassi Bálintról, Budapest, 1962)
- A fiatal katona. (Tanulmányok Petőfiről. Szerk. Sőtér István. Bp., 1962)
- Petőfi nemesi származásának kérdése. (Irodalomtörténeti Közlemények, 1963)
- A fiatal Petőfi. A költő származása és életútja 1838 nyaráig. Sajtó alá rend., az előszót és a Függelék összekötő szövegét írta H. Törő Györgyi. 10 táblával. (Bp., 1968)